# قریوت
قریوت (به لاتین: Qaryut) یک روستا در دولت فلسطین است که در استان نابلس واقع شده‌است. قریوت ۲٬۴۶۹ نفر جمعیت دارد.